# Secure Real-time Transport Protocol
 (octobre 2016).
Si vous disposez d'ouvrages ou d'articles de référence ou si vous connaissez des sites web de qualité traitant du thème abordé ici, merci de compléter l'article en donnant les références utiles à sa vérifiabilité et en les liant à la section « Notes et références ».
Secure Real-time Transport Protocol (ou SRTP) définit un profil de RTP (Real-time Transport Protocol) qui a pour but d'apporter le chiffrement, l'authentification et l'intégrité des messages et la protection contre le rejeu (replay) de données RTP. SRTP fonctionne à la fois en envoi ciblé (unicast) et en multidiffusion (multicast).

## Description
SRTP a été conçu par Cisco et Ericsson. Il est ratifié par l'IETF en tant que RFC 3711.
Il existe aussi un SRTCP (Secure Real-time Control Protocol), une version sécurisée de RTCP (Real-time Control Protocol).